# Udo Suchan
Udo Suchan (* 8. Februar 1952) ist ein deutscher Schauspieler.
Suchan absolvierte von 1977 bis 1980 eine Schauspielausbildung an der Schauspielschule Zerboni in München. Weitere Studien folgten 1983/1984 am Herbert-Berghof-Studio in New York City.
Suchan begann als Bühnenschauspieler, zunächst mit kleineren Rollen, am Bayerischen Staatsschauspiel (1978/1979). Er trat als Theaterschauspieler unter anderem bei den Bad Hersfelder Festspielen (1980), am E.T.A.-Hoffmann-Theater in Bamberg (1982, als Stanley Kowalski in Endstation Sehnsucht), am Stadttheater Ingolstadt (1982), an der Neuen Schaubühne in München (1987–1990), sowie an weiteren Münchner Bühnen auf.
Außerdem übernahm er seit Mitte der 1980er Jahre zahlreiche Rollen in Kinofilmen und in Fernsehserien, unter anderem in Der Alte, Die Kommissarin und SOKO 5113.
Suchan lebt in München.

## Filmografie (Auswahl)
- 1981: Das Boot
- 1983: Eisenhans
- 2014: Im Labyrinth des Schweigens